# Liste der Träger des Nationalpreises der DDR II. Klasse für Wissenschaft und Technik
Aufgrund ihrer Größe ist die Liste der Träger des Nationalpreises der DDR II. Wissenschaft und Technik in vier Teillisten aufgeteilt:
- Liste der Träger des Nationalpreises der DDR II. Klasse für Wissenschaft und Technik (1949–1959)
- Liste der Träger des Nationalpreises der DDR II. Klasse für Wissenschaft und Technik (1960–1969)
- Liste der Träger des Nationalpreises der DDR II. Klasse für Wissenschaft und Technik (1970–1979)
- Liste der Träger des Nationalpreises der DDR II. Klasse für Wissenschaft und Technik (1980–1989)